# Naomichi Ozaki
Naomichi "Joe" Ozaki (尾崎直道, Ozaki Naomichi, ジョー Jō) (nascut el 18 de maig de 1956) és un golfista japonès.
Ozaki va néixer a la Prefectura de Tokushima. Es va convertir en professional en el 1977 i va guanyar 32 tornejos del Japan Golf Tour entre el 1984 i el 2005. Està classificat el quart en la llista més victòries al Japan Golf Tour. Va arribar a la llista de guanys el 1991 i el 1999. Ell és el quart en la llista de guanys en la carrera (des del 2009).